# Генерал-губернатор Сент-Люсии
Генера́л-губерна́тор Сент-Люси́и (англ. Governor-General of Saint Lucia) — представитель монарха Сент-Люсии (в настоящее время король Карл III). Поскольку монарх не может находиться во всех Королевствах Содружества, он назначает представителей для осуществления своих обязанностей в качестве короля Сент-Люсии. Генерал-губернаторы несут ответственность за назначение премьер-министра, а также других министров правительства после консультаций с премьер-министром.

## Список генерал-губернаторов Сент-Люсии
|        | Портрет         | Имя                                                                        | Вступил в должность | Покинул должность |
| ------ | --------------- | -------------------------------------------------------------------------- | ------------------- | ----------------- |
| 1 (I)  |                 | Сэр Аллен Монтгомери Льюис (1909—1993) англ. Allen Montgomery Lewis        | 22 февраля 1979     | 19 июня 1980      |
| и. о.  |                 | Босуэлл Бенни Уильямс (1926—2014) англ. Boswell Bennie Williams            | 19 июня 1980        | 16 декабря 1981   |
| 2      | 16 декабря 1981 | Босуэлл Бенни Уильямс (1926—2014) англ. Boswell Bennie Williams            | 13 декабря 1982     |                   |
| 1 (II) |                 | Сэр Аллен Монтгомери Льюис (1909—1993) англ. Allen Montgomery Lewis        | 13 декабря 1982     | 30 апреля 1987    |
| и. о.  |                 | Сэр Винсент Фредерик Флоиссак (1928—2010) англ. Vincent Frederick Floissac | 30 апреля 1987      | 10 октября 1988   |
| и. о.  |                 | Сэр Станислаус Энтони Джеймс (1919—2011) англ. Stanislaus Anthony James    | 10 октября 1988     | 22 февраля 1992   |
| 3      | 22 февраля 1992 | Сэр Станислаус Энтони Джеймс (1919—2011) англ. Stanislaus Anthony James    | 1 июня 1996         |                   |
| 4      |                 | Сэр Джордж Уильям Маллет (1923—2010) англ. George William Mallet           | 1 июня 1996         | 17 сентября 1997  |
| 5      |                 | Дама Каллиопа Перлетт Луизи (1946—) англ. Calliopa Pearlette Louisy        | 17 сентября 1997    | 31 декабря 2017   |
| 6      |                 | Сэр Эммануэл Невилл Сенак (1939—) англ. Emmanuel Neville Cenac             | 1 января 2018       | 31 октября 2021   |
| и. о.  |                 | Сирил Эррол Мельхиадес Чарльз (1942—) англ. Cyril Errol Melchiades Charles | 1 ноября 2021       | 23 января 2025    |
| 7      | 23 января 2025  | Сирил Эррол Мельхиадес Чарльз (1942—) англ. Cyril Errol Melchiades Charles | действующий         |                   |